# Колбасов, Олег Степанович
Оле́г Степа́нович Колбасов (11 апреля 1927, Чебоксары — 30 января 2000, Москва) — советский и российский правовед, специалист в области правовых проблем охраны природы, теории и практики экологического права. 
Доктор юридических наук (1968), профессор, заслуженный деятель науки РСФСР, член-корреспондент РАН (с 7 декабря 1991 года по Секции гуманитарных и общественных наук, «советское государство и право»).

## Биография
Родился в 1927 году в городе Чебоксары Чувашской АССР в семье Колбасова Степана Николаевича. В 1937 году отец — управляющий Ибресинским пунктом «Заготзерно» — был репрессирован, по приговору Спецколлегии Верховного суда Чувашской АССР расстрелян; после чего мать с сыном вынуждены были покинуть Чувашскую АССР. Окончил среднюю школу в селе Лопатино Пензенской области (1944). В 1945 году был призван в РККА, служил в пограничных войсках, дислоцированных в Прибалтике. В период службы в армии поступил во Всесоюзный юридический заочный институт (Вильнюсское отделение), который окончил с отличием в 1952 году.
В 1951—1952 годах — следователь Правдинской районной прокуратуры Калининградской области, в 1953—1955 годах — аспирант (диссертация «Правовое регулирование деятельности МТС по организации колхозного производства»), в 1955—1956 годах — инспектор учебного отдела ЛГУ; в 1956—1958 годах — старший преподаватель Томского государственного университета, в 1959—1960 годах — старший редактор Библиотеки АН СССР в Ленинграде, в 1961—1965 годах — старший научный сотрудник Всесоюзного института юридических наук.
С 1965 года работал в Институте государства и права АН СССР (РАН), был старшим научным сотрудником, заведующим сектором, заместителем директора, главным научным сотрудником Центра экологического права. Защитил докторскую диссертацию «Проблемы совершенствования советского водного законодательства» (1968). Член КПСС с 1984 года. Заместитель министра охраны окружающей среды и природных ресурсов РФ (1991—1994). Заместитель председателя Комиссии по праву окружающей среды Международного союза охраны природы и природных ресурсов, член Международного экологического суда примирения и согласия.
Участник Конференции ООН по окружающей среде и развитию (Рио де Жанейро, 1990) и I конгресса охраны природы МСОП (Канада, октябрь 1996), участвовал в подготовке и согласовании международных конвенций, в частности, Конвенции ЕЭК «О трансграничном загрязнении воздуха на большие расстояния» и Конвенции ООН о биоразнообразии. В последние годы жизни участвовал в подготовке проекта Водного кодекса РФ.
Умер в 2000 году. Похоронен на Троекуровском кладбище.

## Семья
Супруга — хирург Вера Андреевна Колбасова (1923—1997), имел сына и дочь.

## Участие в профессиональных сообществах
- Член Всероссийского общества охраны природы (с 1954),
- президент Всероссийского общества покровительства животным (с 1988),
- действительный член Академии водохозяйственных наук (1994),
- член Международной академии информатизации (1995)
- член РАЕН (1996),
- руководитель секции экологического законодательства Высшего экологического совета при Государственной Думе РФ.
- Президент Научно-информационного центра «Экоправо-Евроазия» (с 1998)
- Член Попечительского совета Международного фонда попечителей МГАТУ им. К. Э. Циолковского (с июня 1998).

## Основные работы
- «Охотничьи законы» (Л., 1960);
- «Охрана природы по советскому законодательству» (М., 1961);
- «Охрана природы. Сборник законодательных актов» (М., 1961, составитель);
- «Законодательство о водопользовании в СССР» (М., 1965; англ. перевод: Медисон, Милуоки, Лондон, 1971);
- «Новый земельный закон СССР» (М., 1969);
- «Теоретические основы права пользования водами в СССР» (М., 1972);
- «Водное законодательство в СССР» (М., 1972; чеш. перевод: Прага, 1974);
- «Правовая охрана вод и рыбных запасов в СССР» (М., 1974);
- «Природа под охраной закона» (М., 1975);
- «Правовая охрана природы» (М., 1976);
- «Экология: политика — право» (М., 1976; фр. перевод: Страсбург, 1978; яп. перевод: М., 1982; англ. перевод М., 1983);
- «Правовые исследования по охране окружающей среды в СССР» // «Итоги науки и техники. Охрана и воспроизводство природных ресурсов. Т. 5» (М., 1978);
- «Конституционные основы охраны окружающей среды» (М., 1979);
- «Законодательство об охране атмосферного воздуха» (М., 1981; в соавт. с М. М. Бринчуком);
- «Международно-правовая охрана окружающей среды» (1982; нем. перевод: М.-Берлин, 1985);
- «Природа — забота общая» (М., 1982);
- «Правовая охрана природы» (М., 1984);
- «Окружающая среда под охраной закона» (М., 1989).

## Награды и звания
- Международная премия по праву окружающей среды Элизабет Хауб (1979)
- Заслуженный деятель науки РСФСР (1987)
- Почётный доктор права Университета Пейса (США, 1990)
- Медаль «Ветеран труда»
- Серебряная медаль ВДНХ
- Медаль «В память 850-летия Москвы»